# Slough Jets
Pour les articles homonymes, voir Slough (homonymie).
 (mai 2025).
Si vous disposez d'ouvrages ou d'articles de référence ou si vous connaissez des sites web de qualité traitant du thème abordé ici, merci de compléter l'article en donnant les références utiles à sa vérifiabilité et en les liant à la section « Notes et références ».
 (mai 2025).
Les Jets de Slough sont un club de hockey sur glace de Slough en Angleterre. Il évolue dans le Championnat du Royaume-Uni de hockey sur glace D2.

## Historique
Le club est créé en 1986.

## Palmarès
- Vainqueur de l'EPIHL: 2008.